# Авария в завод „Гео Милев“
Аварията в завод „Гео Милев“ е тежка промишлена авария на 2 август 1950 година в завода за преработка на зърно „Гео Милев“ на гара „Искър“ в София.
Аварията става в 14 часа и 45 минути, когато взрив в цеха за производство на растителни масла убива 12 намиращи се там работници, а самият цех заедно с оборудването е напълно унищожен.
„Държавна сигурност“ използва аварията за организирането на монтиран пропаганден процес за „вражеска диверсия“. Главен обвиняем е Асен Миланов, българин от Западните покрайнини, който преди войната е подофицер в югославската армия, а през 1946 година се установява в София и е служител в администрацията на завода. Според обвинението той поддържа тайни връзки с югославското посолство и вербува един от работниците, загинали при взрива, да постави в завода взривни устройства. Цялото обвинение се базира на получени от Миланов самопризнания без никакви веществени доказателства.